# イレギュラーバウンド
イレギュラーバウンド（和製英語:irregular bound）は、球技において、球が思わぬ方向へ不規則な跳ね方をすることである。単にイレギュラーともいう。
イレギュラーバウンドは和製英語であり、英語では「bad hop」「nasty hop」と言う。

## 野球におけるイレギュラーバウンド
野球におけるイレギュラーバウンドとは、芝目、石、各塁、審判などに当たって打球の方向が突然変わってしまうバウンドのことを指す。これらの打球は野手の失策の対象とはならず、そのためイレギュラーバウンドの打球を野手が弾いたりトンネルしてしまい、打者走者が生きることになっても、それは安打として記録される。
人工芝が主となっている現在の日本の野球では珍しいことだが、天然芝の球場が主流のメジャーリーグでは頻繁にあることであり、これを捕ることも1つの技術とされる。そのため、野手の日本人メジャーリーガーは、この天然芝にてこずることも多い。また、イレギュラーバウンドの捕球失敗による負傷も多く、それを受けた選手にはトラウマになってしまうことさえある。